# Myandra bicincta
Myandra bicincta är en spindelart som beskrevs av Simon 1908. Myandra bicincta ingår i släktet Myandra och familjen Prodidomidae. Inga underarter finns listade i Catalogue of Life.